# چانگ‌گوک
چانگ‌گوک (انگلیسی: Changgeuk; کره‌ای: 창극) یک سبک از اپرای کره‌ای سنتی است. در زبان کره‌ای، «چانگ» (창) به معنای پانسوری و «گوک» (극) به معنای درام است. چانگ‌گوک نشان دهندهٔ تلفیقی از پانسوری و تئاتر/درام (نمایش) غربی است که از عناصر هر دو سنت استفاده می‌کند تا یک شکل منحصر به فرد و پویا از تئاتر موزیکال ایجاد کند و میراث فرهنگی کره را منعکس می‌کند و در عین حال تأثیرات جهانی را نیز دربردارد. چانگ‌گوک جنبه قصه‌گویی پانسوری را حفظ می‌کند و تکنیک‌های قصه‌گویی غربی را در خود جای می‌دهد.